# A magyar torna-csapatbajnokságok végeredményei
A magyar torna-csapatbajnokság 1907-től kerül megrendezésre (a nők részére csak 1931-től). A bajnokságot a Magyar Torna Szövetség írja ki és rendezi meg. 1930-ig egy szeren rendezték a bajnokságot, utána minden szeren, 1968-ig egy napon és helyszínen, utána több fordulóban és helyszínen.
A legtöbb bajnoki címet a férfiaknál a Bp. Honvéd (Honvéd SE), a nőknél a TC Békéscsaba (Békéscsabai Előre Spartacus, Békéscsabai Előre TC) nyerte, 36-szor, illetve 25-ször győztek.

## A bajnokságok végeredményei

### Férfiak
1907
A bajnokságot magasnyújtón rendezték az NTE Szentkirályi utcai tornacsarnokában.
1. Budapesti TC, 2. Szegedi TE, 3. BBTE, 4. Posta és Távirdai TSE, 5. MTK
1909
A bajnokságot lovon rendezték az NTE tornacsarnokában.
1. Budapesti TC, 2. BBTE, 3. MTK, 4. Posta és Távirda TSE, 5. Nemzeti TE
1910
A bajnokságot korláton rendezték az NTE tornacsarnokában.
1. BBTE, 2. Budapesti TC, 3. MTK, 4. Posta és Távirda TSE, 5. Füleslabdázók Köre, 6. KAOE, 7. Kolozsvári AC
1911
A bajnokságot nyújtón rendezték az NTE tornacsarnokában.
1. BBTE, 2. Budapesti TC, 3. Nemzeti TE, 4. Budapesti TC B, 5. Kolozsvári KASK, 6. Kolozsvári AC
1912
A bajnokságot lovon rendezték az NTE tornacsarnokában.
1. Budapesti TC, 2. BBTE, 3. Nemzeti TE, 4. Kolozsvári AC
1913
A bajnokságot korláton rendezték az NTE tornacsarnokában.
1. Budapesti TC, 2. Ferencvárosi TC, 3. BBTE, 4. Nemzeti TE, 5. MTK
1914
A bajnokságot svéd tornában rendezték az NTE tornacsarnokában.
1. Budapesti TC, 2. Óbudai TE, 3. Nemzeti TE, 4. Ferencvárosi TC
1921
A bajnokságot lovon rendezték az NTE tornacsarnokában.
1. Budapesti TC, 2. Vívó és Atlétikai Club, több induló nem volt
1922
A bajnokságot nyújtón rendezték az NTE tornacsarnokában.
1. Budapesti TC, 2. BBTE, 3. Vívó és Atlétikai Club, 4. Budapesti TC B, 5. Ludovika Akadémia SE
1923
A bajnokságot magaskorláton rendezték az NTE tornacsarnokában.
1. BBTE, 2. Vívó és Atlétikai Club, 3. Budapesti TC B, 4. Budapesti TC
1924
A bajnokságot lovon rendezték a BBTE Attila úti tornacsarnokában.
1. BBTE, 2. Budapesti TC, 3. BBTE B
1925
A bajnokságot magasnyújtón rendezték a Millenárison.
1. BBTE, 2. Vívó és Atlétikai Club, 3. Soproni TE
1926
A bajnokságot magaskorláton rendezték a BBTE Széna téri sporttelepén.
1. BBTE, 2. Vívó és Atlétikai Club B, 3. III. ker. TVE, 4. Nemzeti TE, 5. Vívó és Atlétikai Club, 6. Munkás TE
1927
A bajnokságot lovon rendezték a BBTE tornacsarnokában.
1. Budapesti TC, 2. BBTE, 3. Vívó és Atlétikai Club, 4. III. ker. TVE
1928
A bajnokságot nyújtón rendezték a BBTE tornacsarnokában.
1. Budapesti TC, 2. Újpesti TE, 3. III. ker. TVE, 4. MOVE Óbudai TE, 5. Vívó és Atlétikai Club, 6. Vívó és Atlétikai Club B
1929
A bajnokságot korláton rendezték a BTC Klotild utcai tornacsarnokában.
1. Budapesti TC, 2. Újpesti TE, 3. Vívó és Atlétikai Club
1930
A bajnokságot lovon rendezték az NTE tornacsarnokában.
1. Budapesti TC, 2. Nemzeti TE, 3. Vívó és Atlétikai Club, 4. BBTE, 5. Újpesti TE, 6. MOVE Óbudai TE
1931
Ettől az évtől minden szeren rendezték a bajnokságot, az összesített eredmény rangsorolt. A négy szerbajnokságot ebben az évben négy klub rendezésében, külön helyen és időben rendezték meg.
1. Budapesti TC, 2. BBTE, 3. Vívó és Atlétikai Club
1932
A bajnokságot a BBTE tornacsarnokában rendezték.
1. BBTE, 2. Testnevelési Főiskola SC, 3. Budapesti TC, 4. Vívó és Atlétikai Club, 5. Nemzeti TE
1933
A bajnokságot a Nemzeti Lovardában rendezték.
1. Testnevelési Főiskola SC, 2. BBTE, 3. Budapesti TC, 4. Vívó és Atlétikai Club, 5. Nemzeti TE
1934
A bajnokságot a BSzKRt SE sporttelepe helyett a rossz idő miatt a BBTE, a BTC, az NTE és a TFSC tornacsarnokaiban rendezték.
1. Testnevelési Főiskola SC, 2. BBTE, 3. Budapesti TC, 4. Debreceni TE, 5. Nemzeti TE, 6. MOVE Óbudai TE, 7. Vívó és Atlétikai Club, 8. Szegedi Kitartás EAC, 9. Szegedi Tisza TE, az olasz Virtus Bologna versenyen kívül indult, negyedik helyezést ért el
1935
Ebben az évben első alkalommal vidéken, Debrecenben rendezték a bajnokságot.
1. Testnevelési Főiskola SC, 2. BBTE, 3. Debreceni TE, 4. Újpesti TE, 5. MOVE Óbudai TE, 6. Szegedi Kitartás EAC, 7. Vívó és Atlétikai Club, 8. Budapesti TC, 9. Soproni TE, 10. Nemzeti TE
1936
A bajnokságot az NTE tornacsarnokában rendezték.
1. BBTE, 2. Testnevelési Főiskola SC, 3. Vívó és Atlétikai Club, 4. Nemzeti TE, 5. Szegedi Kitartás EAC
1937
A bajnokságot az NTE tornacsarnokában rendezték.
1. BBTE, 2. Debreceni TE, 3. Debreceni EAC, 4. Budapesti TC, 5. VII. ker. Levente Egylet, 6. MOVE Óbudai TE, 7. Újpesti TE, 8. Nemzeti TE, a Vívó és Atlétikai Club nem indult
1938
A bajnokságot a BBTE sporttelepén rendezték.
1. BBTE, 2. Debreceni TE, 3. Testnevelési Főiskola SC, 4. Budapesti TC, 5. Debreceni EAC, 6. Vívó és Atlétikai Club, 7. VII. ker. Levente Egylet, 8. Nemzeti TE, 9. Ferencvárosi VSK
1939
Ebben az évben vidéken, Kecskeméten rendezték a bajnokságot.
1. Testnevelési Főiskola SC, 2. Debreceni TE, 3. Nemzeti TE, 4. Budapesti TC, 5. BBTE, 6. Postás SE, 7. VII. ker. Levente Egylet, 8. MOVE Óbudai TE, 9. Vívó és Atlétikai Club, 10. Újpesti TE, 11. Ferencvárosi VSK
1940
Ebben az évben vidéken, Baján rendezték a bajnokságot.
1. Testnevelési Főiskola SC, 2. BBTE, 3. VII. ker. Levente Egylet, 4. Postás SE, 5. Budapesti TC, 6. Nemzeti TE, 7. Vívó és Atlétikai Club, 8. Ferencvárosi VSK
1941
A bajnokságot a WMTK sporttelepén rendezték.
1. Postás SE, 2. VII. ker. Levente Egylet, 3. Testnevelési Főiskola SC, 4. BBTE, 5. Budapesti TC, 6. Újpesti TE
1942
A bajnokságot a TFSE Győri úti sporttelepén rendezték.
1. Postás SE, 2. VII. ker. Levente Egylet, 3. Budapesti TC
1943
A bajnokságot a BBTE Pasaréti úti sporttelepén rendezték.
1. VII. ker. Levente Egylet, 2. Postás SE, 3. Budapesti TC
1944
A bajnokságot a BBTE Pasaréti úti tornacsarnokában rendezték.
1. VII. ker. Levente Egylet, több induló nem volt
1945
A bajnokságot a BKTE sporttelepén rendezték.
1. Budai Kinizsi TE (volt BBTE), több induló nem volt
1946
A bajnokságot a Millenárison rendezték.
1. Munkás TE, 2. Postás SE, 3. Vívó és Atlétikai Club
1947
A bajnokságot a Postás SE Dob utcai tornacsarnokában rendezték.
1. Postás SE, 2. Munkás TE, több induló nem volt
1948
A bajnokságot a Nemzeti Sportcsarnokban rendezték.
1. Postás SE, 2. Munkás TE, több induló nem volt
1949
A bajnokságot a TFSE tornacsarnokában rendezték.
1. Munkás TE, 2. Újpesti TE, több induló nem volt
1950
A bajnokságot a Nemzeti Sportcsarnokban rendezték.
1. Bp. Postás (volt Postás SE), 2. Bp. Vörös Meteor (volt Munkás TE), 3. Debreceni Postás
1951
A bajnokságot átszervezték, az országos döntőben területi csapatok indultak, melyet a Nemzeti Sportcsarnokban rendeztek.
1. Budapest I., 2. Hajdú-Bihar megye, 3. Baranya megye, 4. Budapest III., 5. Budapest II., 6. Győr-Sopron megye, 7. Borsod-Abaúj-Zemplén megye, 8. Fejér megye, 9. Pest megye, 10. Veszprém megye, 11. Nógrád megye, 12. Vas megye
1952
Ebben az évben az országos döntőben szakszervezeti csapatok indultak, melyet a Nemzeti Sportcsarnokban rendeztek.
1. Honvéd SE, 2. Dózsa SE, 3. SZOT I., 4. Haladás SE, 5. SZOT II.
1953
Ebben az évben az országos döntőben ismét területi csapatok indultak, melyet a Bp. Honvéd Tüzér utcai sportcsarnokában rendeztek.
1. Budapest I., 2. Budapest II., 3. Baranya megye
1954
Ebben az évben az országos döntőben ismét szakszervezeti csapatok indultak, melyet a Nemzeti Sportcsarnokban rendeztek.
1. Honvéd SE, 2. Haladás SE, 3. Dózsa SE, 4. SZOT
1955
A bajnokságot a csepeli Jedlik Ányos Gimnáziumban rendezték.
1. Bp. Honvéd, 2. Bp. Vörös Meteor, 3. Bp. Dózsa, 4. TF Haladás (volt Testnevelési Főiskola SC), 5. Bp. Vasas, 6. Bp. Törekvés (volt Bp. Postás), 7. Pécsi Vörös Lobogó
1956
A bajnokságot a Nemzeti Sportcsarnokban rendezték.
1. Bp. Honvéd, 2. Bp. Dózsa, 3. TF Haladás, 4. Bp. Vörös Meteor, 5. Bp. Vasas, 6. Bp. Törekvés
1957
A bajnokságot a Bp. Honvéd sportcsarnokában rendezték.
1. Bp. Honvéd, 2. Testnevelési Főiskola SE (volt TF Haladás), 3. Újpesti Dózsa (volt Bp. Dózsa), 4. Bp. Vörös Meteor, 5. Bp. Postás (volt Bp. Törekvés)
1958
A bajnokságot a Nemzeti Sportcsarnokban rendezték.
1. Bp. Honvéd, 2. Újpesti Dózsa, 3. Bp. Vörös Meteor, 4. Bp. Postás
1959
A bajnokságot a Nemzeti Sportcsarnokban rendezték.
1. Bp. Honvéd, 2. Újpesti Dózsa, 3. Testnevelési Főiskola SE, 4. Bp. Postás, 5. Bp. Vörös Meteor
1960
A bajnokságot a Nemzeti Sportcsarnokban rendezték.
1. Bp. Honvéd, 2. Újpesti Dózsa, 3. Bp. Vörös Meteor, 4. Bp. Postás, 5. Testnevelési Főiskola SE, 6. Ferencvárosi TC
1961
A bajnokságot a Bp. Honvéd sportcsarnokában rendezték.
1. Bp. Honvéd, 2. Újpesti Dózsa, 3. Testnevelési Főiskola SE, 4. Debreceni KASE, 5. Bp. Vörös Meteor, 6. Bp. Honvéd II., 7. Bp. Postás
1962
A bajnokságot a Nemzeti Sportcsarnokban rendezték.
1. Bp. Honvéd, 2. Újpesti Dózsa, 3. Testnevelési Főiskola SE, 4. Bp. Postás, 5. Vasas SC (volt Bp. Vasas), 6. Bp. Vörös Meteor
1963
A bajnokságot a Nemzeti Sportcsarnokban rendezték.
1. Bp. Honvéd, 2. Újpesti Dózsa, 3. Debreceni KASE, 4. Testnevelési Főiskola SE, 5. Ferencvárosi TC
1964
A bajnokságot a Nemzeti Sportcsarnokban rendezték.
1. Bp. Honvéd, 2. Újpesti Dózsa, 3. Bp. Postás, 4. Testnevelési Főiskola SE
1965
A bajnokságot a Bp. Honvéd sportcsarnokában rendezték.
1. Újpesti Dózsa, 2. Bp. Honvéd, 3. Ferencvárosi TC, 4. Testnevelési Főiskola SE, 5. Bp. Spartacus, 6. Bp. Postás, 7. Bp. Honvéd B, 8. Bp. Vasas Izzó, 9. Vasas SC, 10. Debreceni KASE, 11. OSC
1966
A bajnokságot a Bp. Honvéd sportcsarnokában rendezték.
1. Bp. Honvéd, 2. Újpesti Dózsa, 3. Bp. Spartacus, 4. Ferencvárosi TC, 5. Testnevelési Főiskola SE, 6. Vasas SC, 7. Bp. Vörös Meteor, 8. Bp. Vasas Izzó, 9. Bp. Postás, 10. Debreceni KASE, 11. OSC
1967
A bajnokságot a Bp. Honvéd sportcsarnokában rendezték.
1. Újpesti Dózsa, 2. Bp. Honvéd, 3. Bp. Spartacus, 4. Testnevelési Főiskola SE, 5. Ferencvárosi TC, 6. Bp. Vörös Meteor
1968
A bajnokságot a Játékcsarnokban rendezték.
1. Bp. Honvéd, 2. Újpesti Dózsa, 3. Testnevelési Főiskola SE, 4. Ferencvárosi TC, 5. Bp. Spartacus, 6. Diósgyőri VTK
1969
Ettől az évtől több fordulóban rendezték a bajnokságot (ebben az évben kettő, utána négy), a helyezési számok összege rangsorolt.
1. Újpesti Dózsa, 2. Bp. Honvéd, 3. Bp. Spartacus, 4. Testnevelési Főiskola SE, 5. Bp. Vasas Izzó, 6. Ferencvárosi TC
1970
1. Újpesti Dózsa, 2. Bp. Honvéd, 3. Testnevelési Főiskola SE, 4. Ferencvárosi TC, 5. Bp. Spartacus, 6. Bp. Vasas Izzó
1971
1. Bp. Vasas Izzó, 2. Bp. Honvéd, 3. Újpesti Dózsa, 4. Testnevelési Főiskola SE, 5. Ferencvárosi TC, 6. Bp. Spartacus, 7. Bp. Postás, 8. Diósgyőri VTK
1972
1. Bp. Vasas Izzó, 2. Testnevelési Főiskola SE, 3. Bp. Spartacus, 4. Újpesti Dózsa, 5. Ferencvárosi TC, 6. Bp. Honvéd
1973
1. Bp. Vasas Izzó, 2. Ferencvárosi TC, 3. Bp. Spartacus, 4. Újpesti Dózsa, 5. Testnevelési Főiskola SE, 6. Bp. Honvéd, 7. Diósgyőri VTK
1974
1. Bp. Vasas Izzó, 2. Ferencvárosi TC, 3. Testnevelési Főiskola SE, 4. Bp. Spartacus, 5. Újpesti Dózsa, 6. Diósgyőri VTK
1975
1. Ferencvárosi TC, 2. Bp. Vasas Izzó, 3. Bp. Honvéd, 4. Újpesti Dózsa, 5. Testnevelési Főiskola SE, 6. Bp. Spartacus, a Diósgyőri VTK visszalépett
1976
1. Bp. Honvéd, 2. Ferencvárosi TC, 3. Bp. Vasas Izzó, 4. Bp. Spartacus, 5. Újpesti Dózsa, 6. Testnevelési Főiskola SE
1977
1. Bp. Vasas Izzó, 2. Ferencvárosi TC, 3. Bp. Honvéd, 4. Dunaújvárosi Kohász, 5. Újpesti Dózsa, 6. Bp. Spartacus, 7. Testnevelési Főiskola SE
1978
1. Bp. Vasas Izzó, 2. Ferencvárosi TC, 3. Újpesti Dózsa, 4. Bp. Honvéd, 5. Dunaújvárosi Kohász, 6. Bp. Spartacus
1979
1. Ferencvárosi TC, 2. Bp. Vasas Izzó, 3. Újpesti Dózsa, 4. Bp. Honvéd, 5. Dunaújvárosi Kohász, 6. Bp. Spartacus
1980
1. Bp. Vasas Izzó, 2. Újpesti Dózsa, 3. Ferencvárosi TC, 4. Bp. Honvéd, 5. Bp. Spartacus, 6. Dunaújvárosi Kohász
1981
1. Újpesti Dózsa, 2. Bp. Honvéd, 3. Bp. Vasas Izzó, 4. Ferencvárosi TC, 5. Dunaújvárosi Kohász
1982
1. Bp. Honvéd, 2. Újpesti Dózsa, 3. Bp. Vasas Izzó, 4. Ferencvárosi TC, 5. Bp. Spartacus, 6. Dunaújvárosi Kohász
1983
1. Újpesti Dózsa, 2. Bp. Honvéd, 3. Ferencvárosi TC, 4. Tungsram SC (volt Bp. Vasas Izzó), 5. Dunaújvárosi Kohász
1984
1. Bp. Honvéd, 2. Újpesti Dózsa, 3. Tungsram SC, 4. Ferencvárosi TC, 5. Dunaújvárosi Kohász
1985
1. Bp. Honvéd, 2. Tungsram SC, 3. Újpesti Dózsa, 4. Ferencvárosi TC, 5. Bp. Spartacus
1986
1. Bp. Honvéd, 2. Tungsram SC, 3. Újpesti Dózsa, 4. Ferencvárosi TC, 5. Testnevelési Főiskola SE
1987
1. Bp. Honvéd, 2. Újpesti Dózsa, 3. Tungsram SC, 4. Bp. Spartacus
1988
1. Újpesti Dózsa, 2. Bp. Honvéd, 3. Tungsram SC, 4. Testnevelési Főiskola SE, 5. Bp. Spartacus
1989
1. Újpesti Dózsa, 2. Bp. Honvéd, 3. Ferencvárosi TC, 4. Tungsram SC
1990
1. Bp. Honvéd, 2. Újpesti Dózsa, 3. Tungsram SC, 4. Ferencvárosi TC
1991
1. Újpesti TE (volt Újpesti Dózsa), 2. Ferencvárosi TC, 3. Dunaferr SE (volt Dunaújvárosi Kohász), 4. Bp. Honvéd, 5. Debreceni MTE
1992
1. Újpesti TE, 2. Ferencvárosi TC, 3. Bp. Honvéd
1993
1. Ferencvárosi TC, 2. Újpesti TE, 3. Bp. Honvéd, 4. Testnevelési Főiskola SE
1994
1. Bp. Honvéd, 2. Ferencvárosi TC, 3. Újpesti TE, 4. Testnevelési Főiskola SE
1995
1. Bp. Honvéd, 2. Testnevelési Főiskola SE, 3. Ferencvárosi TC, az Újpesti TE visszalépett
1996
1. Bp. Honvéd, 2. Dunaferr SE, 3. Újpesti TE
1997
1. Bp. Honvéd, 2. Dunaferr SE, 3. Újpesti TE
1998
1. Bp. Honvéd, 2. Dunaferr SE és Újpesti TE, 4. Testnevelési Főiskola SE
1999
Ettől az évtől két fordulóban rendezték a bajnokságot.
1. Bp. Honvéd és Ferencvárosi TC, 3. Dunaferr SE, 4. Újpesti TE
2000
1. Ferencvárosi TC, 2. Bp. Honvéd, 3. Dunaferr SE, 4. Újpesti TE
2001
Ebben az évben a pontszámok összege alapján történt a rangsorolás.
1. Ferencvárosi TC, 2. KSI SE, 3. Bp. Honvéd
2002
Ebben az évben ismét a helyezési számok összege alapján történt a rangsorolás.
1. Bp. Honvéd, 2. Ferencvárosi TC, 3. Ferencvárosi TC B
2003
Ettől az évtől a pontszámok összege alapján történt a rangsorolás.
1. Ferencvárosi TC, 2. Bp. Honvéd, 3. KSI SE, 4. Ferencvárosi TC B, 5. Dunaferr SE, 6. Bp. Honvéd B
2004
1. Bp. Honvéd, 2. KSI SE, 3. Ferencvárosi TC
2005
Ebben az évben egy fordulóban, Szombathelyen rendezték a bajnokságot.
1. KSI SE, 2. Ferencvárosi TC, 3. Bp. Honvéd
2006
1. Ferencvárosi TC, 2. KSI SE, 3. Bp. Honvéd, 4. Bercsényi DSE Győr
2007
1. Ferencvárosi TC, 2. Bp. Honvéd, 3. KSI SE, 4. Újpesti TE, 5. Bercsényi DSE Győr
2008
1. Ferencvárosi TC, 2. KSI SE, 3. Bp. Honvéd, 4. Testnevelési Főiskola SE, 5. Újpesti TE
2009
1. Ferencvárosi TC, 2. Bp. Honvéd, 3. Testnevelési Főiskola SE, 4. KSI SE
2010
1. Ferencvárosi TC, 2. Bercsényi DSE Győr, 3. Bp. Honvéd, 4. Testnevelési Főiskola SE
2011
1. Ferencvárosi TC, 2. Bp. Honvéd, 3. KSI SE, 4. Bercsényi DSE Győr, 5. Testnevelési Főiskola SE
2012
1. Ferencvárosi TC, 2. Bp. Honvéd, több induló nem volt
2013
1. Bp. Honvéd, 2. Ferencvárosi TC, 3. Bercsényi DSE Győr
2014
1. Bp. Honvéd, 2. Ferencvárosi TC, több induló nem volt
2015
1. Ferencvárosi TC, 2. Bp. Honvéd, 3. Vasas SC
2016
1. Ferencvárosi TC, 2. Győri AC, 3. Bp. Honvéd, 4. Ferencvárosi TC B
2017
1. Ferencvárosi TC, 2. Bp. Honvéd, 3. Győri AC
2018
1. Bp. Honvéd, 2. Ferencvárosi TC, 3. Győri AC
2019
1. Bp. Honvéd, 2. Ferencvárosi TC, 3. Győri AC
2020
Ebben az évben egy fordulóban, Győrben rendezték a bajnokságot.
1. KSI SE, 2. Bp. Honvéd, 3. Ferencvárosi TC
2021
1. Győri AC, 2. Bp. Honvéd, 3. Ferencvárosi TC, 4. KSI SE
2022
1. Bp. Honvéd, 2. Ferencvárosi TC, 3. KSI SE
2023
1. Bp. Honvéd, 2. Ferencvárosi TC, 3. KSI SE, 4. Győri AC
2024
1. Bp. Honvéd, 2. Győri AC, 3. Ferencvárosi TC, 4. KSI SE

### Nők
1931
A bajnokságot a BBTE Attila úti tornacsarnokában rendezték.
1. BBTE, 2. MOVE Óbudai TE, 3. Nemzeti TE, 4. Ferencvárosi VSK
1932
A bajnokságot a BBTE tornacsarnokában rendezték.
1. BBTE, 2. Testnevelési Főiskola SC, 3. MOVE Óbudai TE, 4. Nemzeti TE
1933
A bajnokságot a BBTE tornacsarnokában rendezték.
1. BBTE, 2. Testnevelési Főiskola SC, 3. MOVE Óbudai TE, 4. Nemzeti TE
1934
A bajnokságot a BSzKRt SE tornacsarnokában rendezték.
1. BBTE, 2. Nemzeti TE, 3. MOVE Óbudai TE
1935
Ebben az évben első alkalommal vidéken, Debrecenben rendezték a bajnokságot.
1. BBTE, 2. Nemzeti TE, 3. Debreceni TE, 4. Budapesti TC, 5. MOVE Óbudai TE, 6. BSE, 10.
1936
A bajnokságot a BBTE tornacsarnokában rendezték.
1. Testnevelési Főiskola SC, 2. BBTE, 3. Nemzeti TE, 4. Debreceni EAC, 5. MOVE Óbudai TE, 6. Ferencvárosi VSK, 7. Vívó és Atlétikai Club
1937
A bajnokságot az NTE tornacsarnokának udvarán rendezték.
1. BBTE, 2. Nemzeti TE, 3. Budapesti TC, 4. Ferencvárosi VSK, 5. MOVE Óbudai TE, 6. Vívó és Atlétikai Club, 7. Nagykanizsai TE, 8. Postás SE, 9. Szegedi Tisza TE
1938
A bajnokságot a BBTE Széna téri sporttelepén rendezték.
1. BBTE, 2. Nemzeti TE, 3. Debreceni EAC, 4. Ferencvárosi VSK, 5. Budapesti TC, 6. Debreceni TE, 7. GFB SE, 8. Nagykanizsai TE, 9. Postás SE
1939
Ebben az évben vidéken, Székesfehérváron rendezték a bajnokságot.
1. BBTE, 2. Budapesti TC, 3. Nemzeti TE, 4. Postás SE, 5. GFB SE, 6. Ferencvárosi VSK, 7. Debreceni EAC, 8. BSE, 9. Debreceni TE
1940
Ebben az évben vidéken, Nagykőrösön rendezték a bajnokságot.
1. Nemzeti TE, 2. MOVE Nagykőrösi TVE, 3. Budapesti TC, 4. BBTE, 5. Postás SE, 6. GFB SE, 7. Debreceni TE, 8. Ferencvárosi VSK
1941
A bajnokságot a WMTK sporttelepén rendezték.
1. Testnevelési Főiskola SC, 2. Nemzeti TE, 3. Debreceni TE, 4. BBTE, 5. Postás SE, 6. Budapesti TC, 7. MOVE Nagykőrösi TVE, 8. GFB SE
1942
A bajnokságot a BBTE Pasaréti úti sporttelepén rendezték.
1. Postás SE, 2. Nemzeti TE, 3. BBTE, 4. Budapesti TC, 5. Debreceni TE, 6. MOVE Nagykőrösi TVE, 7. GFB Csokor
1943
A bajnokságot a BBTE sporttelepén rendezték.
1. Postás SE, 2. BBTE, 3. Testnevelési Főiskola SE, 4. Nemzeti TE, 5. Debreceni TE
1944
A bajnokságot a BBTE sporttelepén rendezték.
1. Postás SE, több induló nem volt
1945
A bajnokságot a BKTE Pasaréti úti tornacsarnokában rendezték.
1. Postás SE, 2. Budai Kinizsi TE (volt BBTE), több induló nem volt
1946
A bajnokságot a TFSE Győri úti tornacsarnokában rendezték.
1. Postás SE, 2. Debreceni VSC, több induló nem volt
1947
A bajnokságot a Postás SE Dob utcai tornacsarnokában rendezték.
1. Postás SE, 2. Testnevelési Főiskola SE, több induló nem volt
1948
A bajnokságot a Postás SE tornacsarnokában rendezték.
1. Postás SE, több induló nem volt
1949
A bajnokságot a TFSE tornacsarnokában rendezték.
1. Postás SE, több induló nem volt
1951
A bajnokságot átszervezték, az országos döntőben területi csapatok indultak, melyet a Nemzeti Sportcsarnokban rendeztek.
1. Budapest I., 2. Budapest II., 3. Baranya megye, 4. Budapest III., 5. Hajdú-Bihar megye, 6. Győr-Sopron megye, 7. Borsod-Abaúj-Zemplén megye
1952
Ebben az évben az országos döntőben szakszervezeti csapatok indultak, melyet a Nemzeti Sportcsarnokban rendeztek.
1. SZOT I., 2. Haladás SE, 3. SZOT II.
1953
Ebben az évben az országos döntőben ismét területi csapatok indultak, melyet a Bp. Honvéd Tüzér utcai sportcsarnokában rendeztek.
1. Budapest I., 2. Baranya megye, 3. Budapest II.
1954
Ebben az évben az országos döntőben ismét szakszervezeti csapatok indultak, melyet a Nemzeti Sportcsarnokban rendeztek.
1. Haladás SE, 2. SZOT, a Honvéd SE-t kizárták
1955
A bajnokságot a csepeli Jedlik Ányos Gimnáziumban rendezték.
1. Bp. Honvéd, 2. Bp. Vasas, 3. Bp. Haladás (volt Testnevelési Főiskola SE), 4. Pécsi Vörös Lobogó, 5. Komlói Bányász
1956
A bajnokságot a Nemzeti Sportcsarnokban rendezték.
1. Bp. Honvéd, 2. TF Haladás, 3. Bp. Vasas, 4. Bp. Törekvés (volt Postás SE), 5. Komlói Bányász
1957
A bajnokságot a TFSE tornacsarnokában rendezték.
1. Bp. Honvéd, 2. Bp. Postás (volt Bp. Törekvés), 3. Testnevelési Főiskola SE (volt TF Haladás), 4. Vasas SC (volt Bp. Vasas), 5. Pécsi EAC, 6. Komlói Bányász, 7. Pécsi VSK
1958
A bajnokságot a Nemzeti Sportcsarnokban rendezték.
1. Bp. Postás, 2. Vasas SC, 3. Borsodi Bányász
1959
A bajnokságot a Nemzeti Sportcsarnokban rendezték.
1. Testnevelési Főiskola SE, 2. Vasas SC, 3. Bp. Postás, 4. Pécsi VSK, 5. Bp. Honvéd
1960
A bajnokságot a Nemzeti Sportcsarnokban rendezték.
1. Vasas SC, 2. Bp. Postás, 3. Testnevelési Főiskola SE, 4. Pécsi VSK, 5. Bp. Honvéd, 6. Borsodi Bányász
1961
A bajnokságot a Nemzeti Sportcsarnokban rendezték.
1. Testnevelési Főiskola SE, 2. Bp. Postás, 3. Vasas SC
1962
A bajnokságot a Nemzeti Sportcsarnokban rendezték.
1. Vasas SC, 2. Testnevelési Főiskola SE, 3. Bp. Postás, 4. Pécsi VSK, 5. Bp. Spartacus, 6. Vasas SC B
1963
A bajnokságot a Nemzeti Sportcsarnokban rendezték.
1. Vasas SC, 2. Bp. Postás, 3. Bp. Spartacus, 4. Pécsi VSK
1964
A bajnokságot a Nemzeti Sportcsarnokban rendezték.
1. Vasas SC, 2. Bp. Spartacus, 3. Bp. Postás, 4. Bp. Honvéd, 5. Testnevelési Főiskola SE, 6. Bp. Petőfi
1965
A bajnokságot a Bp. Honvéd sportcsarnokában rendezték.
1. Bp. Honvéd, 2. Bp. Spartacus, 3. Bp. Postás, 4. Vasas SC, 5. Testnevelési Főiskola SE, 6. BEAC, 7. Bp. Petőfi
1966
A bajnokságot a Bp. Honvéd sportcsarnokában rendezték.
1. Bp. Honvéd, 2. Vasas SC, 3. Bp. Spartacus, 4. Bp. Postás, 5. Testnevelési Főiskola SE, 6.MTK, 7. Pécsi VSK, 8. Bp. Helyiipari SC, 9. Ferencvárosi TC, 10. Debreceni EAC
1967
A bajnokságot a Bp. Honvéd sportcsarnokában rendezték.
1. Bp. Honvéd, 2. Bp. Spartacus, 3. Vasas SC, 4. Testnevelési Főiskola SE, 5. Pécsi BTC, 6. Pécsi VSK
1968
A bajnokságot a Játékcsarnokban rendezték.
1. Bp. Spartacus, 2. Vasas SC, 3. Bp. Honvéd, 4. Testnevelési Főiskola SE, 5. Pécsi VSK, 6. Debreceni TE
1969
Ettől az évtől több fordulóban rendezték a bajnokságot (ebben az évben kettő, utána négy), a helyezési számok összege rangsorolt.
1. Vasas SC, 2. Bp. Postás, 3. Bp. Spartacus, 4. Bp. Petőfi, 5. Pécsi VSK, 6. Debreceni EAC
1970
1. Vasas SC, 2. Bp. Spartacus, 3. Bp. Honvéd, 4. Bp. Postás, 5. Békéscsabai Előre, 6. Debreceni EAC
1971
1. KSI, 2. Vasas SC, 3. Bp. Spartacus, 4. Bp. Postás, 5. Békéscsabai Előre Spartacus (volt Békéscsabai Előre), 6. Debreceni EAC
1972
1. Vasas SC, 2. Bp. Spartacus, 3. Postás SE (volt Bp. Postás), 4. Bp. Honvéd, 5. Békéscsabai Előre Spartacus, 6. Debreceni EAC
1973
1. Bp. Spartacus, 2. Bp. Honvéd, 3. Vasas SC, 4. Postás SE, 5. Békéscsabai Előre Spartacus, 6. BSE (volt Bp. Petőfi), 7. Debreceni EAC, 8. Pécsi VSK
1974
1. Bp. Spartacus, 2. Bp. Honvéd, 3. Vasas SC, 4. Békéscsabai Előre Spartacus, 5. Postás SE, 6. Pécsi VSK
1975
1. Bp. Honvéd, 2. Békéscsabai Előre Spartacus, 3. Vasas SC, 4. Bp. Spartacus, 5. Postás SE, 6. Debreceni EAC, 7. BSE, 8. Dunaújvárosi Kohász
1976
1. Dunaújvárosi Kohász, 2. Bp. Honvéd, 3. Vasas SC, 4. Békéscsabai Előre Spartacus, 5. Postás SE, 6. Bp. Spartacus
1977
1. Békéscsabai Előre Spartacus, 2. KSI, 3. Bp. Honvéd, 4. Dunaújvárosi Kohász, 5. Bp. Spartacus, 6. Postás SE, 7. Vasas SC, 8. Pécsi MSC
1978
1. Békéscsabai Előre Spartacus, 2. Dunaújvárosi Kohász, 3. Postás SE, 4. Vasas SC, 5. Bp. Honvéd, 6. Bp. Spartacus
1979
1. KSI, 2. Békéscsabai Előre Spartacus, 3. Vasas SC, 4. Dunaújvárosi Kohász, 5. Postás SE, 6. BSE, 7. Bp. Spartacus, 8. Debreceni EAC, 9. Pécsi MSC, 10. Bp. Honvéd, 11. Szegedi EOL AK
1980
1. KSI, 2. Békéscsabai Előre Spartacus, 3. Vasas SC, 4. Postás SE, 5. Dunaújvárosi Kohász, 6. Bp. Spartacus, 7. Debreceni USE (volt Debreceni EAC), 8. BSE, 9. Pécsi MSC
1981
1. Vasas SC, 2. KSI, 3. Dunaújvárosi Kohász, 4. Postás SE, 5. Debreceni USE, 6. Békéscsabai Előre Spartacus
1982
1. Vasas SC, 2. Dunaújvárosi Kohász, 3. Postás SE, 4. Bp. Spartacus, 5. KSI, 6. Békéscsabai Előre Spartacus, 7. Debreceni USE
1983
1. Postás SE, 2. Bp. Spartacus, 3. Dunaújvárosi Kohász, 4. Vasas SC, 5. Békéscsabai Előre Spartacus, 6. KSI
1984
1. Postás SE, 2. Bp. Spartacus, 3. KSI, 4. Vasas SC, 5. Békéscsabai Előre Spartacus, 6. Bp. Honvéd
1985
1. Postás SE, 2. Pécsi MSC, 3. Ferencvárosi TC, 4. Dunaújvárosi Kohász, 5. Bp. Honvéd, 6. Bp. Spartacus, 7. Veszprémi SE, 8. Békéscsabai Előre Spartacus, 9. Vasas SC
1986
1. Postás SE, 2. Veszprémi SE, 3. Bp. Spartacus, 4. Pécsi MSC, 5. Ferencvárosi TC, 6. Dunaújvárosi Kohász
1987
1. Postás SE, 2. Bp. Spartacus, 3. Bp. Honvéd, 4. Veszprémi SE, 5. Ferencvárosi TC
1988
1. Postás SE, 2. Bp. Honvéd, 3. Dunaújvárosi Kohász, 4. Ferencvárosi TC, 5. Veszprémi SE, 6. Pécsi MSC
1989
1. Postás SE, 2. Békéscsabai Előre Spartacus, 3. Ferencvárosi TC, 4. Bp. Honvéd, 5. Veszprémi SE, 6. Vasas SC
1990
1. Bp. Honvéd, 2. Postás SE, 3. Ferencvárosi TC, 4. Újpesti Dózsa, 5. Vasas SC, 6. Soproni SE
1991
1. Postás SE, 2. Újpesti TE (volt Újpesti Dózsa), 3. Bp. Honvéd, 4. Ferencvárosi TC, 5. Soproni SE, 6. Vasas SC
1992
1. Békéscsabai Előre TC (volt Békéscsabai Előre Spartacus), 2. Postás SE, 3. Újpesti TE, 4. Bp. Honvéd, 5. Ferencvárosi TC, 6. Soproni SE
1993
1. Békéscsabai Előre TC, 2. Postás SE, 3. Ferencvárosi TC, 4. Soproni SE, az Újpesti TE és a Veszprémi SE visszalépett
1994
1. Békéscsabai Előre TC, 2. Postás SE, 3. Ferencvárosi TC, 4. Dunaferr SE (volt Dunaújvárosi Kohász), 5. Vasas SC, 6. Soproni SI
1995
1. TC Békéscsaba (volt Békéscsabai Előre TC), 2. Ferencvárosi TC, 3. KSI, a Postás SE visszalépett
1996
1. TC Békéscsaba, 2. Postás-Matáv SE, 3. Dunaferr SE
1997
1. TC Békéscsaba, 2. Postás-Matáv SE, 3. Ferencvárosi TC, 4. Dunaferr SE, 5. Soproni SI
1998
1. TC Békéscsaba, 2. Postás-Matáv SE, 3. Soproni SI, 4. Ferencvárosi TC
1999
Ettől az évtől két fordulóban rendezték a bajnokságot.
1. TC Békéscsaba, 2. Újpesti TE, 3. Postás-Matáv SE
2000
1. TC Békéscsaba, 2. Postás-Matáv SE, 3. Újpesti TE, 4. KSI, 5. Józsefvárosi DSE, 6. Dunaferr SE
2001
Ebben az évben a pontszámok összege alapján történt a rangsorolás.
1. TC Békéscsaba, 2. Postás-Matáv SE, 3. KSI SE, 4. Józsefvárosi DSE, 5. Ferencvárosi TC, 6. Újpesti TE
2002
Ebben az évben ismét a helyezési számok összege alapján történt a rangsorolás.
1. TC Békéscsaba, 2. KSI SE, 3. Delfin SI SE Szombathely és Postás-Matáv SE
2003
Ettől az évtől a pontszámok összege alapján történt a rangsorolás.
1. TC Békéscsaba, 2. Delfin SI SE Szombathely, 3. Józsefvárosi TE, 4. Postás-Matáv SE, 5. KSI SE, 6. Ferencvárosi TC
2004
1. TC Békéscsaba, 2. Delfin SI SE Szombathely, 3. Postás-Matáv SE, 4. Vasas SC, 5. KSI SE, 6. Ferencvárosi TC
2005
1. TC Békéscsaba, 2. Delfin SI SE Szombathely, 3. Postás-Matáv SE, 4. KSI SE, 5. Ferencvárosi TC
2006
1. TC Békéscsaba, 2. Delfin SI SE Szombathely, 3. KSI SE, 4. Ferencvárosi TC, 5. Postás-Matáv SE
2007
1. TC Békéscsaba, 2. Delfin SI SE Szombathely, 3. Ferencvárosi TC, 4. Postás SE, 5. KSI SE
2008
1. TC Békéscsaba, 2. Delfin SI SE Szombathely, 3. KSI SE, 4. Ferencvárosi TC, 5. Postás SE, 6. Soproni TC
2009
1. Postás SE, 2. TC Békéscsaba, 3. Delfin SI SE Szombathely, 4. KSI SE, 5. Ferencvárosi TC, 6. Soproni TC
2010
1. TC Békéscsaba, 2. KSI SE, 3. Delfin SI SE Szombathely, 4. Postás SE, 5. Ferencvárosi TC
2011
1. TC Békéscsaba, 2. KSI SE, 3. Delfin SI SE Szombathely, 4. Postás SE, 5. Ferencvárosi TC
2012
1. TC Békéscsaba, 2. KSI SE, 3. Delfin SI SE Szombathely
2013
1. TC Békéscsaba, 2. KSI SE, 3. KSI SE B, 4. Postás SE, 5. Delfin SI SE Szombathely
2014
1. KSI SE, 2. Postás SE, 3. TC Békéscsaba, 4. Delfin SI SE Szombathely, 5. Dunaferr SE
2015
1. TC Békéscsaba, 2. KSI SE, 3. Delfin SI SE Szombathely, 4. Postás SE, 5. Dunaferr SE
2016
1. TC Békéscsaba, 2. Dunaferr SE, 3. MTK, 4. KSI SE, 5. Haladás VSE, 6. MTK B
2017
1. Postás SE, 2. Dunaferr SE, 3. TC Békéscsaba, 4. KSI SE, 5. Delfin SI SE Szombathely
2018
1. Postás SE, 2. Dunaferr SE, 3. MTK, 4. TC Békéscsaba, 5. Újpesti TE, 6. Postás SE B, 7. Delfin SI SE Szombathely, 8. Győri AC
2019
1. Postás SE, 2. Dunaferr SE, 3. MTK, 4. Újpesti TE, 5. TC Békéscsaba, 6. Postás SE B, 7. Győri AC, 8. Delfin SI SE Szombathely
2020
Ebben az évben egy fordulóban, Győrben rendezték a bajnokságot.
1. Dunaferr SE, 2. MTK, 3. Postás SE, 4. Delfin SI SE Szombathely
2021
1. Dunaújvárosi KSE, 2. Postás SE B, 3. Újpesti TE, 4. MTK, 5. Delfin SI SE Szombathely, 6. Postás SE, 7. TC Békéscsaba, 8. Veszprémi TC
2022
1. Dunaújvárosi KSE B, 2. Dunaújvárosi KSE, 3. Postás SE, 4. KSI SE, 5. Delfin SI SE Szombathely, 6. Újpesti TE, 7. Győri AC, 8. TC Békéscsaba, 9. Postás SE B
2023
1. Dunaújvárosi KSE, 2. Dunaújvárosi KSE B, 3. Ferencvárosi TC, 4. KSI SE, 5. Delfin SI SE Szombathely, 6. Veszprémi TC, 7. Újpesti TE
2024
1. Dunaújvárosi KSE, 2. Dunaújvárosi KSE B, 3. Ferencvárosi TC, 4. Győri AC, 5. Újpesti TE, 6. Veszprémi TC, 7. KSI SE